# Вільям Орпен
Вільям Орпен (англ. William Orpen; 27 листопада, 1878 — 29 вересня, 1931) — британський художник і викладач, ірландець за походженням.

## Ранні роки
Вільям був сином ірландського адвоката Артура Герберта Орпена (протестанта за віросповідуванням) та Енн Колфілд, котра походила з релігійної родини. Вільям був в родині четвертим і наймолодшим з синів. Твердження, що він мав щасливе дитинство не що інше як перебільшення, але родина і діти дійсно не бідували. Перебільшенням було і твердження, що він не мав художнього оточення в дитинстві. Батьки справді не були фаховими художниками, але вони тривалий час малювали як аматори. Тому доволі швидко помітили художні здібності наймолодшого сина. Десь у віці 11-12 років постало питання про його навчання. Згодом у віці 13 років він і став учнем в Дублінській художній школі Метрополітен, практично єдиний серед дорослих. Його зріст зупинився на рівні 152 сантиметри і згодом він отримав прізвисько «малий ірландець».

## Навчання в Лондоні
Вільям виграв приз і золоту медаль за малюнок. Разом із приятелем Огастесом Джоном (Augustus John) у віці 17 років вони відбули у Лондон, де влаштувались на навчання у відому Школу красних мистецтв Слейд. Як і в кожному консервативному училищі, в школі Слейд приділяли особливу увагу вивченню творчості старих майстрів. Серед вчителів Вільяма — художник Генрі Тонкс, що визнавав обмеженість власного художнього обдарування, але фанатично кохався в живопису. Під час навчання в школі Слейд Орпен опанував технологію олійного живопису і сам почав пробувати себе у різних техніках.
Учнівські альбоми Орпена рясніли замальовками різноманітних творів мистецтва, котрими так багаті були і залишаються галереї та музеї Лондона. Серед них і перші автопортрети («автопортрет юнаком», Національна галерея Шотландії). Серед художників минувшини для нього у цей період авторитетами були Ян ван Ейк, Рембрандт, Дієго Веласкес (слава котрого розгорілась в середині ХІХ ст.), Антуан Ватто, Вільям Хогарт, Шарден, Франсіско Гойя. Мішанина стилістик доволі характерна для юнацького світосприйняття, поки він не подорослішає і не виробить власну індивідуальність. Захоплення Шарденом було тривалим. Він навіть створив власний автопортрет в костюмі Шардена з хусткою на голові (1907 р.), копіюючи автопортрет Шардена. Цього йому було замало і він перебував у цьому костюмі на балу у художнього клубу Челсі (1908 рік). Дивацькі, нетрадиційні автопортрети-маски він створюватиме все життя, наче приміряючи на себе різні ролі (шанувальник Шардена, у шинелі вояка, в хутрі, в елегантному костюмі тощо). " Малий ірландець " відчував власну фізичну невеликість і почав братися за ралізацію амбітних завдань, компенсуючи малий зріс у такий спосіб. Ще 1899 р. він отримав приз в школі Слейд за композицію "Сцена з пьєси «Гамлет» довжиною у два метри (тобто більшу за його зріст).

## Новий англійський клуб художників
Британці неохоче пускають чужинців у власні приватні будинки. Для спілкування і публічного життя існують клуби і товариства за інтересами. Художники в Лондоні, що повернулись з Парижу і континенту, побачили незвичний живопис французів і призвичаїлись до нього, створили 1885 року в Лондоні Новий англійський клуб художників, котрий первісно розглядався як альтернатива консервативній Королівській художній академії. Згодом альтернативність зменшилась до співпраці і новий клуб англійських художників почали розглядати як необхідну сходинку до… Королівської художньої академії.
Декотрі вчителі Орпена зі школи Слейд були членами Нового англійського клубу художників (Генрі Тонкс, Фредерік Браун, Філіп Вільсон Стір). Існувало відбіркове журі, котре обирало вартісні твори різних художників на виставки власного клубу. Вільям Орпен подав свої картини на суд журі і його твори потрапили на виставки клубу. Підтвердженням визнання амбітного молодика було прийняття його 1900 року у Новий англійський клуб художників.

## Шлюб і перші коханки
Під час навчання в школі Слейд Вільм Орпен мав заручини зі своєю молоденькою моделлю Емілі Скебел (вона позувала для його картини «Дзеркало»). Стосунки не склалися і Орпен 1901 року узяв шлюб з міс Грейс Ньюстаб. В родині народилося три доньки. Але шлюб не був вдалим і у 1908 році Орпен вже мав роман з американкою, котра народила позашлюбну доньку від нього. З дружиною вони роз'їхались, не розлучившись офіційно.
1908 року у нього розпочався виснажливий роман з пані Евеліною Сен Джонс, котра тоді була одруженою. Евеліна була багатою американкою і донькою директора Національного банку Америки Джорджа Бейкера. Їх почали вважати публічними особами і про розвиток роману почали сповіщати в газетах. Пара приваблювала увагу як різницею у фінансовому стані, так і різницею у зрості (маленький Орпен зростом 152 сантиметри та Евеліна зростом 182…) Бульварна преса згадувала, що художник спав по 12 годин, багато курив і робив прогулянки по 15 миль. Нічого приховати не могла його офіційна посада «художника родини». Скандальним стосункам онучки-американки з британським художником поклав край дід Евеліни і коханці роз'їхались.
Наприкінці 1917 року Орпен потрапив у шпиталь, де зустрів привабливу волонтерку Івону Аубік, з котрою крутив роман майже десять років.

## Період до 1-ї світової війни

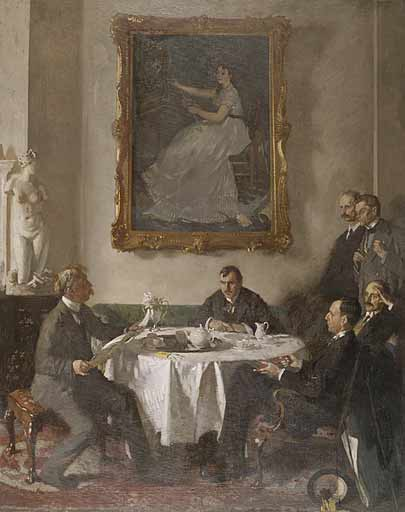
Вільям Орпен. «Вшанування Едуара Мане», 1909 р.

1898 року Орпен вперше відвідав Париж, де бачив виставку картин Рембрандта. Враження від темних картин пізнього Рембрандта відбилось у створенні ним картини «Оголена англійка».
Старі майстри взагалі і спогади про їх картини доволі помітно впливали на творчість Орпена у довоєнний період. серед таких картин «Дзеркало», показане 1900 року на виставці Нового англійського клубу художників. Дзеркало в картині з молодою дівчиною на стільці — цитата з картини Яна ван Ейка «Портрет подружжя Арнольфіні». Як і ван Ейк, Вільям Орпен подав свій автопортрет в дзеркалі на стіні, спробувавши мініатюрну техніку.
Кращим твором довоєнного періоду стала картина «Вшанування Едуара Мане» («Оммаж Мане»), твори котрого цікавили Орпена. Ця картина — груповий портрет членів Нового англійського клубу художників, що вшанували пам'ять французького художника Едуара Мане. Монохромну композицію прикрасила велика картина самого Мане «Єва Гонзалес біля мольберта» (1870 року, нині Національна галерея (Лондон)).

## Викладацька діяльність
Ще 1902 року, коли він повернувся у Дублін, розпочалась його викладацька діяльність (він працював у школі мистецтв Метрополітен, де нещодавно навчався сам). Він припинив викладати у 1914 році з початком 1-ї світової війни.

## Рекламний хід
Як заможний британець і з традиційною благодійністю він почав перераховувати гроші від продажу власних картин на рахунки Червоного Хреста. Серед рекламних заходів, що сприяли популярності художника, був такий — Вільям Орпен продавав порожнє, ще не записане полотно, з правом після продажу портретуватися у нього.

## Офіційний військовий художник

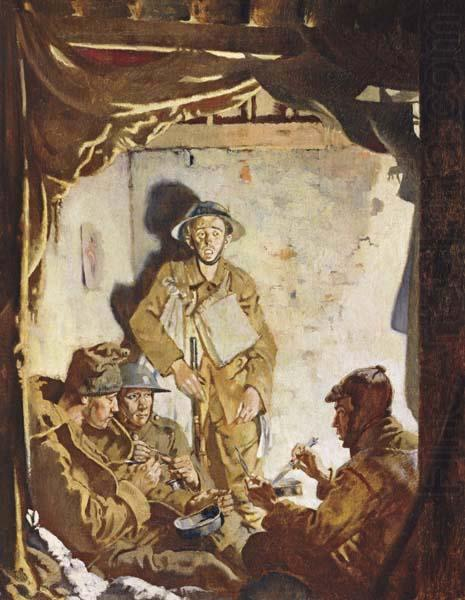
ВІльям Орпен. «Вояки обідають на фронті», 1918 р.

Вільям Орпен був знайомий з художником Джоном Сінгером Сарджентом. Останній був сам портретист і порадив відновити практику портретиста. Вільям Орпен створив декілька портретів представників аристократії з ознаками пихи і підкресленої елегантності, котрі так подобались едвардіанському суспільству.
З початком 1-ї світової війни була введена посада офіційних військових художників, серед котрих був і Джон Сінгер Сарджент. Вже в грудні 1915 року Вільям Орпен був залучений до Корпусу Армії Рятування. Він продовжує практику портретування важних осіб, сред них «Портрет Вінстона Черчілля». Високі чини в армії подбали про Орпена і в січні 1917 року він отримав офіційну посаду військового художника Британії у Франції (про це повідомили у Daily Mirror). Статус давав право на військове звання офіцера, на автомобіль, на власного водія та помічника від Кенсінгтонських казарм. Він був зарахований до Департамента інформації і став підкорятися військовій цензурі.

## Якісні зміни в свідомості Орпена
Війна і перебування на фронті доволі швидко змінили свідомість художника, і художню, і особисту. Він отримав призначення у департамент Сомма на півночі Франції, його штаб-квартира була у місті Ам'єн.
На лінію фронту Орпен прибув 1917 року через три тижні після того, як вояки Німеччини відступили. Були створені перші малюнки старшних залишків битви при Соммі з трупами покинутих німецьких вояків на тлі редутів, окопів і засніжених краєвидів. Однак він ще не подавав власних творів ані до військових цензорів, ані до Департаменту інформації, за котрим його рахували. Він навіть отримав за ігнорування цензури догану. До травня 1917 року він створив портрети військових (серед них і командувача Королівських ВПС сера Хью Тренчардома), котрі після дозволу цензури були надруковані в британських газетах та журналах.

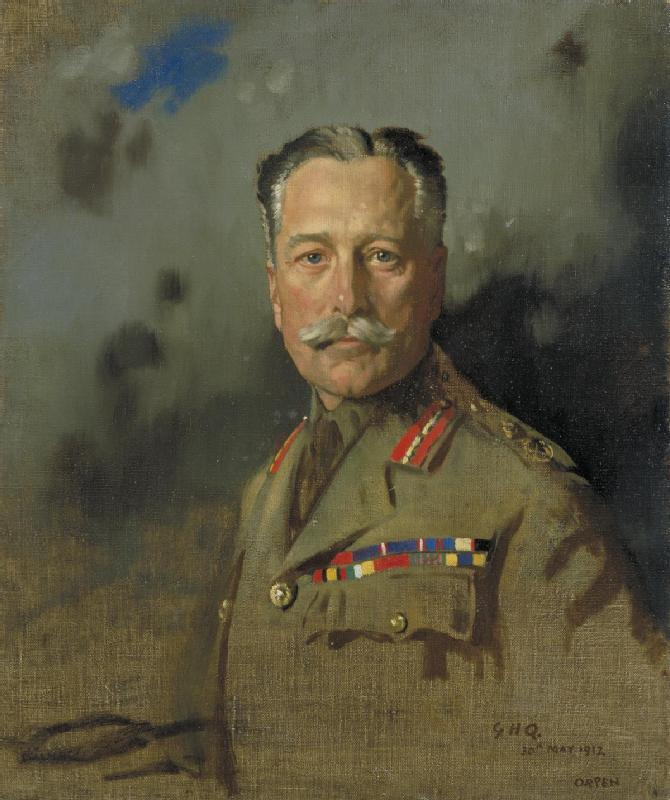
Вільям Орпен. «Генерал сер Дуглас Хейг», травень 1917 р.
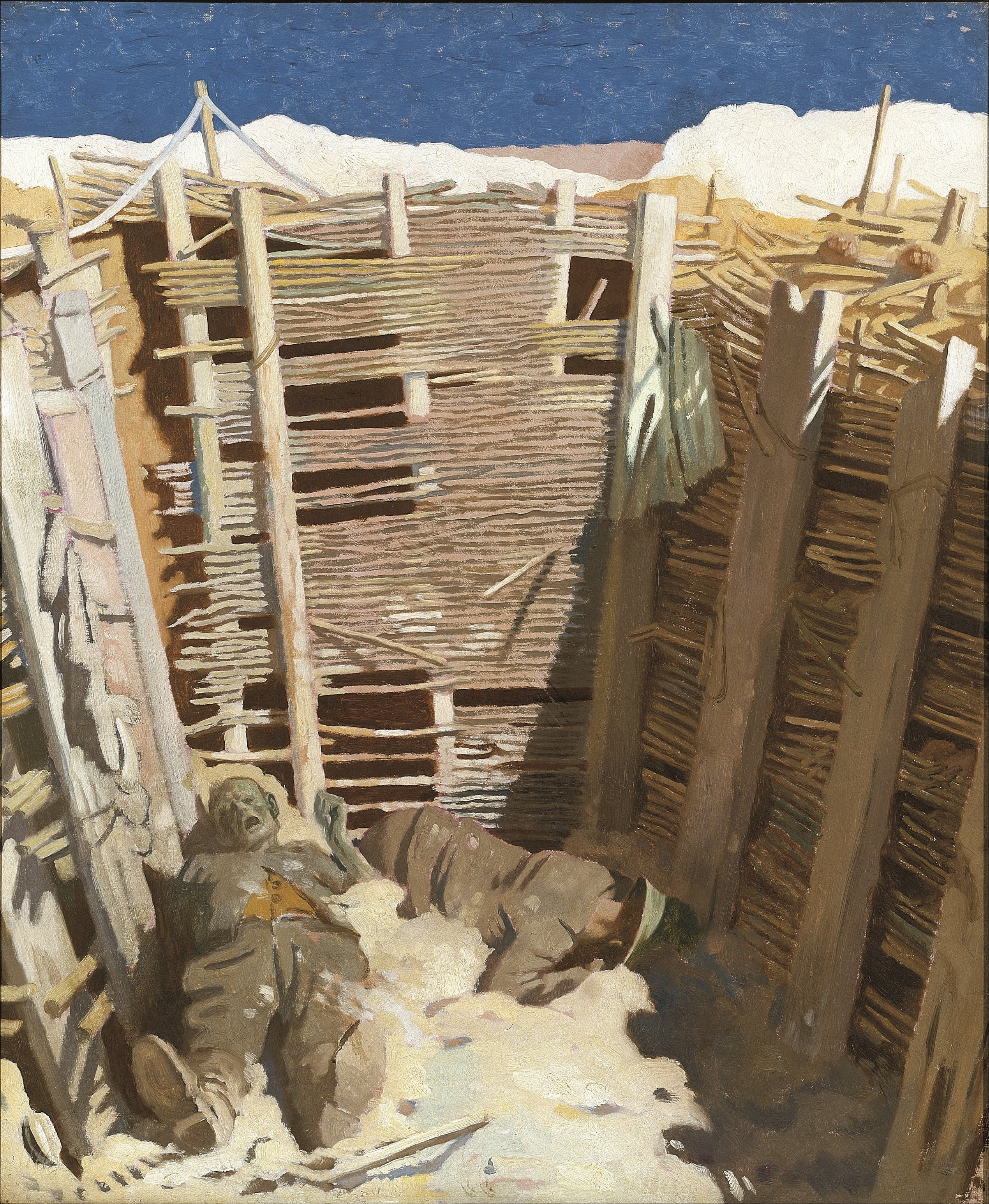
Вільям Орпен. «Покинуті трупи німецьких вояків», 1918 р.
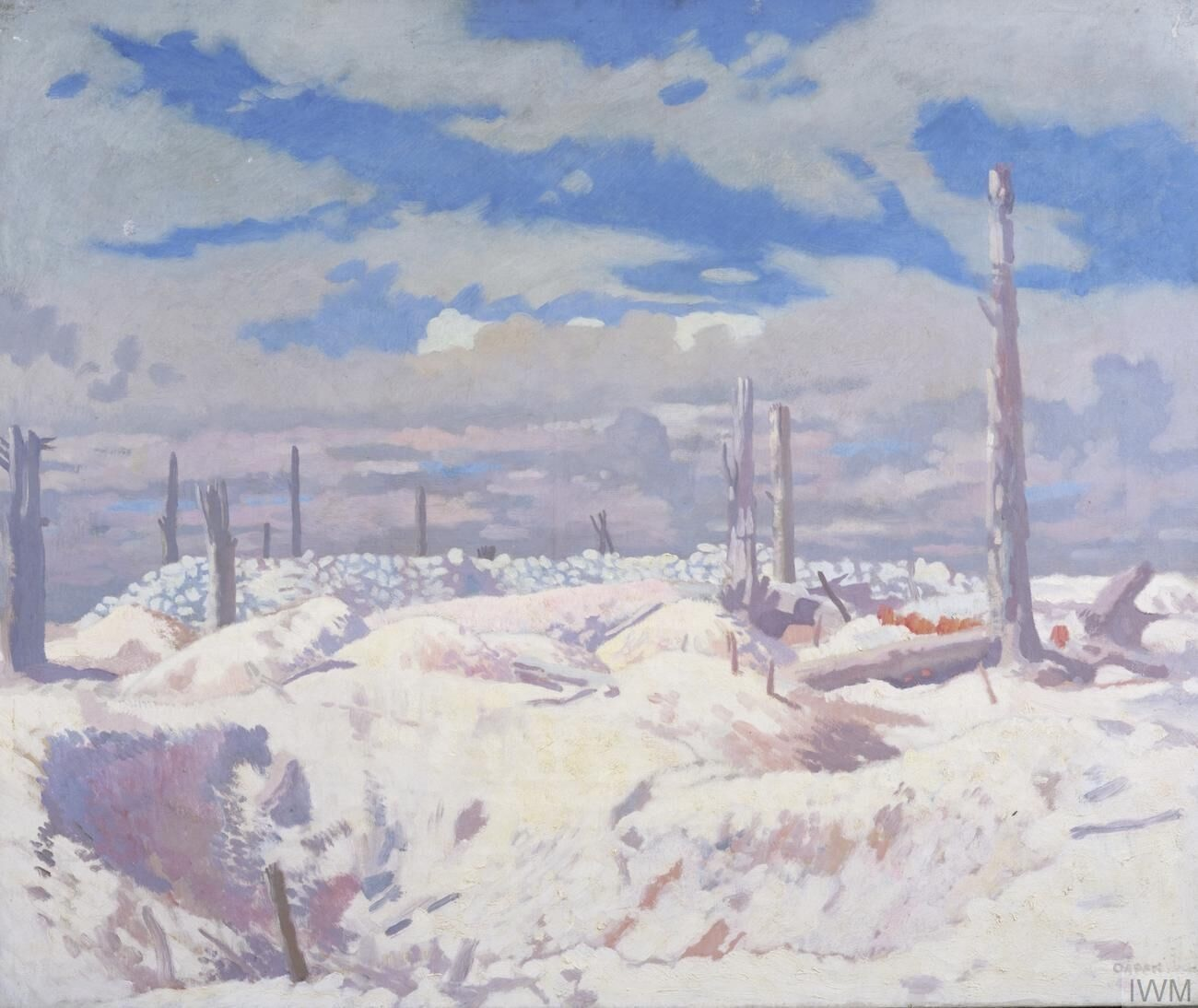
Вільям Орпен. «Редут», 1917 р.

Після виставок, викладацької діяльності, привабливих дівчат-моделей і дрібниць заможного побуту Вільям Орпен був шокованим від побаченого на фронті. Бруд, забуті трупи, руїни споруд, покинута і необроблена земля пригнічували, впливали жахливо. Все це надзвичайно контрастувало з чистенькими штабами і майже парадними портретами вищого офіцерства, котрі від нього вимагали. Він пише такі портрти, але сам замальовує руїни, покинуті окопи з трупами, страшні сцени поруйнованих міст і жахливого фронтового побуту. Серед персонажів його портретів — пілоти військових літаків, прості артилеристи, прості солдати.
Не схильний і раніше ідеалізувати портретованих і навіть самого себе, Вільям Орпен почав сміливо відтворювали потворні і непривабливі сторінки військового побуту.

## 1917 рік. Івонна
Наприкінці 1917 року Вільям Орпен потрапив у шпиталь із запаленням крові. Під час лікування у шпиталі він зустрів молоду волонтерку з міста Лілль Івонну Аубік. Почався черговий роман художника і молодички, котрий тривав майже десять років. Закоханий Орпен створив декілька портретів Івонни, але приховав її ім'я під назвою «шпигунка». Два портрети з провокативною назвою він віддав на військову цензуру. Чиновники з військової цензури не побачили жарту в назві і викликали необережного художника на допит, що за шпигунка і яке ставлення до неї має Орпен. Художника попередили, що назва провокативна і не годиться так жартувати під час війни. Бо художник ризикує потрапити під військовий суд.
Орпен перестав жартувати і хутко замінив всі назви «Шпигунка» та «Біженка», подякувавши офіцеру з цензури за вчасне попередження. Трохи пізніше він створив портрет того офіцера. У повоєнний період вони заприятелювали і підтримували знайомство до смерті Вільяма Орпена.

## Смерть непередбачувана

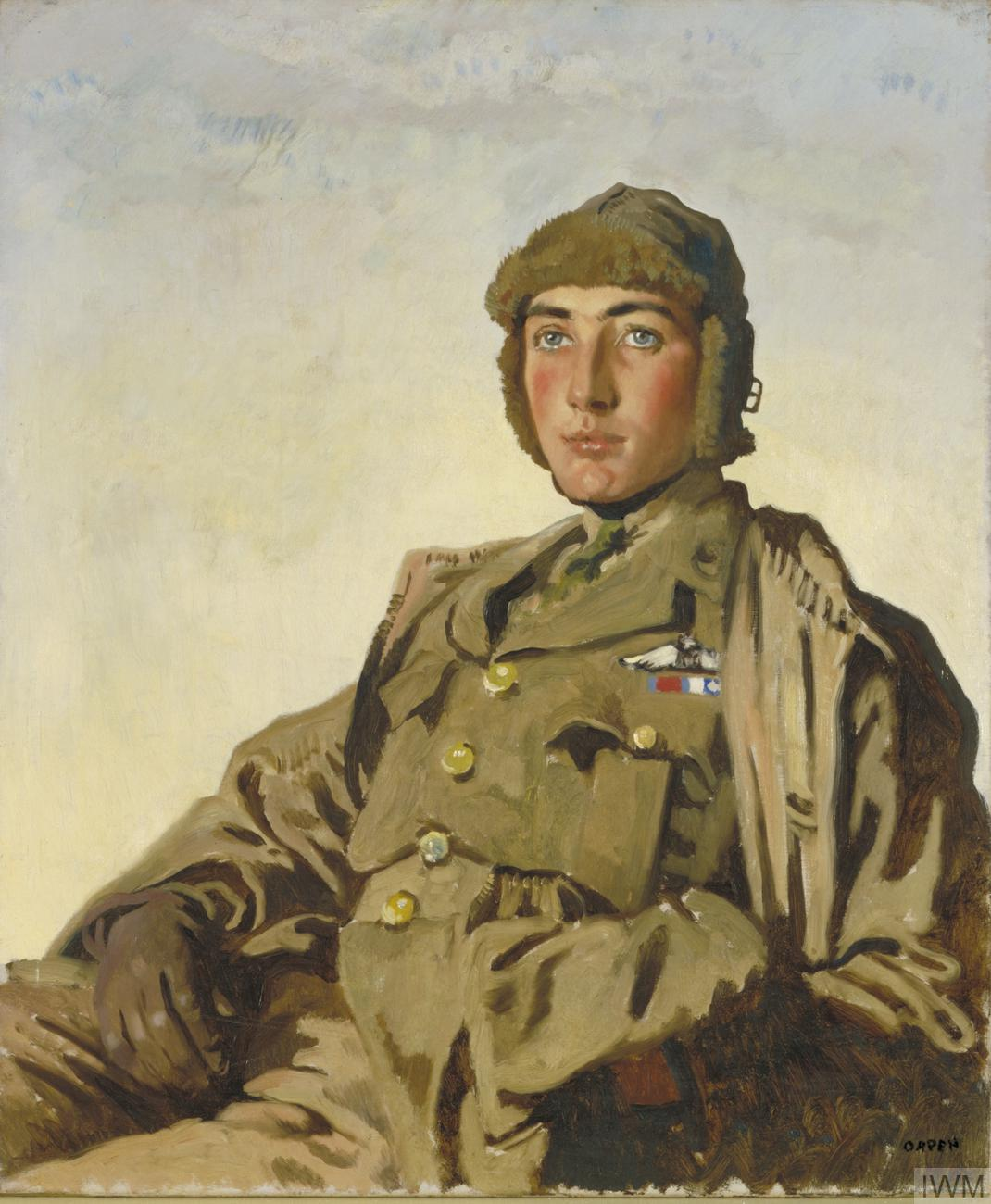
Вільям Орпен. «Лейтенант Артур Рис-Девідс», 1917 р.

Фронт — це майже щоденні убивства. І на війні чим більше убито ворогів, тим краще. Але смерть непедбачувана і гинуть також «свої». Орпен виконав портрет молодого британського пілота лейтенанта Артура Рис-Девідса всього через декотрий час після повітряного бою, де Артур отримав чергову перемогу. Художник був здивований витримкою та зовнішнім спокоєм 20-річного лейтенанта. В черговому повітряному бою через тиждень 20-річний Артур Рис-Девідс загинув.
Портрет Артура роботи Опрена відтепер почали сприймати як увічнення пам'яті загиблого. Портрет почали використовувати в тодішніх періодичних виданнях…

## Виставка 1918 року
В травні 1918 року Вільям Орпен мав персональну виставку в Лондоні в галереї Агнью на Олд Бонд-стріт. Було репрезентовано 125 військових картин і малюнків. Вхід був за платню, однак актуальна тема спрацювала і за чотири тижні виставку відвідали 9000 осіб. Серед картин були і дев'ять портретів в кольорі хакі, створені на фронті. Для цивільних відвідувачів, далеких від жахливих сцен смерті і неприбраних трупів, докори отримав лист з неприбраними трупами німецьких вояків. Тогочасна публіка вважала правду ситуації небажаною навіть на виставці з фронтовою тематикою.
Виставку творів Орпена показали також у місті Манчестер, а потім у Сполучених Штатах. Орпен зажадав, щоби увесь комплект картин і малюнків не продавали у роздріб, а зберігали як єдине ціле. Його ініціативу підтримали і згодом увесь комплект передали до Імперського військового музею у Лондоні. Влітку 1918 року уряд нагородив художника орденом Британської імперії.

## Останні роки

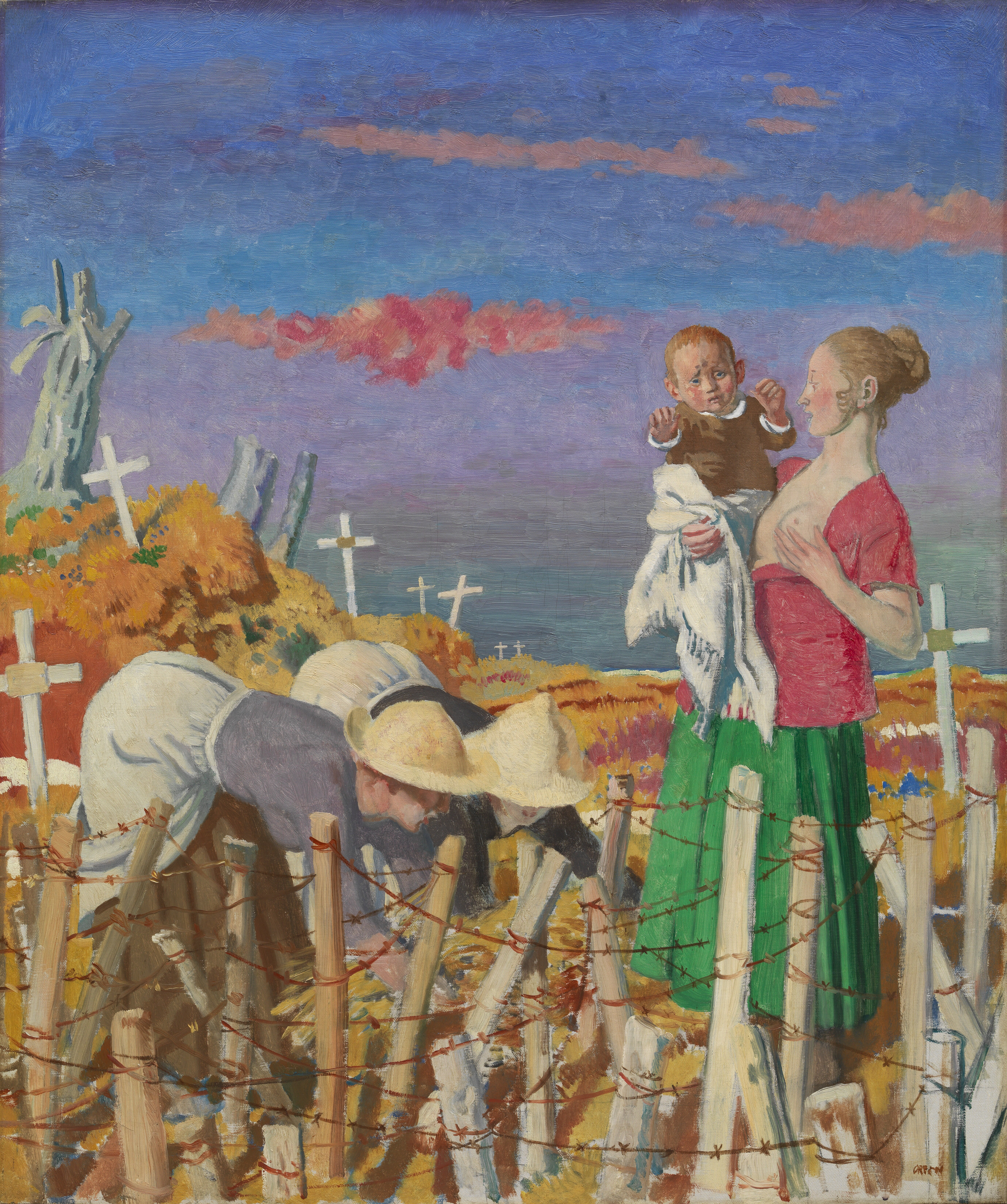
Вільям Орпен. «Час збирати врожай попри все», 1918 р. Імперський військовий музей

У липні 1918 року Орпен повернувся до Франції, де був зобов'язаний портретувати у Парижі офіцерів Канади, котрі брали участь у війні на боці Британії. Виснажений після хвороби і перевтоми, Орпен планував залишитися у Франції, аби попрацювати у звільнених містах країни.
Твори цього періоду несуть відбиток втоми митця і нереально яскраві фарби. Серед значимих творів цього періоду — «Час збирати врожай попри все». На картині три жінки пораються в полі, котре нещодавно було фронтом, а тепер перетворене на великий цвинтар з безліччю однакових хрестів. Життя продовжується, настав час збирати врожай попри все. Картину відрізняли надто яскраві, штучні фарби щодо твору ніби спокійного побутового жанру.
Більше трагізму несла картина Орпена «Божевільні жінки Дуе», серед котрих були і зґвалтовані вояками француженки. Орпена не лякали потворні сторінки повоєнного побуту у Франції і він сміливо переносив їх на власні картини, нічим не намагаючись пом'якшити трагічні ситуації. Він ставав все більш радикальним в творчості, не приховуючи болісного стану речей і ситуацій. Все це помітно контрастувало зі святковим побутом вищого офіцерства, що перебувало в Парижі.
Орпена зробили офіційним художником під час церемоній складання мирних угод у Парижі. Картини цього періоду холодні, офіційні, виконані за примусом, композиційно нагадують фотографії. Відомо, що Орпен створив в цей період портрет президента Сполучених Штатів старого Вудро Вільсона.
Серед незвичних картин цього періоду «Гроб з тілом невідомого солдата Британії у Версалі» та "Портрет шеф-кухаря " паризького готелю Чатем, останній Орпен створив за власним бажанням.
В повоєнний період Орпен повернувся до створення замовних портретів, що приносило помітний прибуток. В цей період він мав майстерні у Лондоні та у Парижі, а власні твори подавав на виставки у Королівську академії мистецтв щороку.

## Смерть
В травні 1931 року Вільям Орпен важко захворів, він втратив пам'ять і помер у віці 52 роки. Поховання відбулося 29 вересня 1931 р.

## Вибрані твори

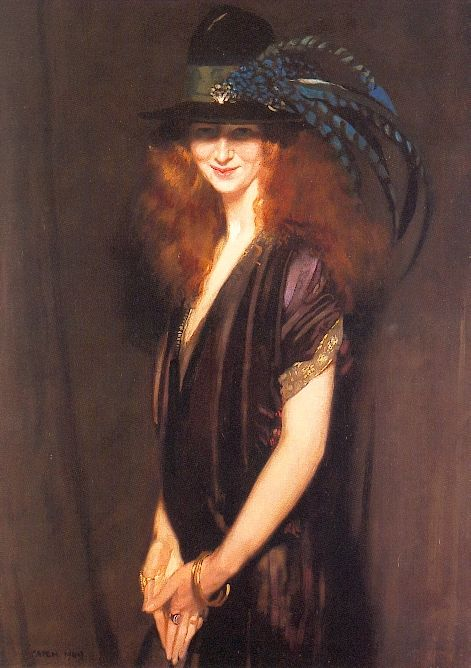
«Портрет міс Беатріси Елвері в чудернацькому капелюшку», 1909 р.

- «Оголена англійка», 1898 р.
- «Автопортрет», 1898 р., Національна портретна галерея, Лондон.

- Сцена з вистави «Гамлет», 1899 р.
- «Герберт Бернард Джон Еверетт», 1900 р.
- «Дзеркало», 1900 р.
- «Автопортрет на верхівці пагорба Хедерсфілд», 1906 р.
- «Автопортрет в окулярах і в костюмі Шардена», 1907 р.
- «Портрет Грейс Джифорд», 1907 р.
- «Портрет дружини», 1907 р.
- А"втопортрет перед дзеркалом", малюнок, 1909 р.
- «Вшанування Едуара Мане», 1909 р.
- «Відбіркове журі Нового англійського художнього клубу», 1909 р.
- «Портрет місс Беатріси Елвері в чудернацькому капелюшку», 1909 р.
- «Автопортрет», 1910 р.
- «Портрет Лілі Карстейрс», 1914 р., приватна збірка
- «Автопортрет у військовому шоломі», 1917 р.
- «Портрет Вівьєн Сен Джордж», 1918 р.
- «Потрощене село»
- «Редут Швабен», 1917 р.
- «Готовий почати», (натюрморт з автопортретом), 1917 р.
- «Білявка біженка», 1917 р.
- «Автопортрет в шинелі», 1917 р.
- «Трупи німецьких вояків у траншеї», 1918 р.
- «Збожеволівші жінки в Друе серед руїн», 1918 р.
- «Портрет капітана Вуда», 1919 р.
- «Шеф кухар готелю Чатем. Париж», 1921 р.

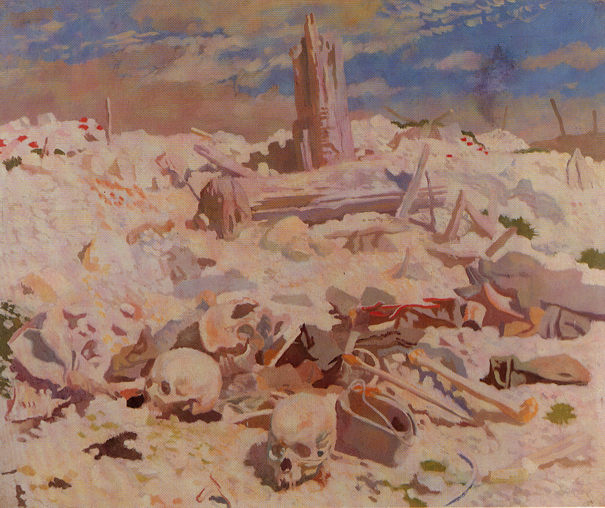
ВІльям Орпен. «Типвол», 1917 р.
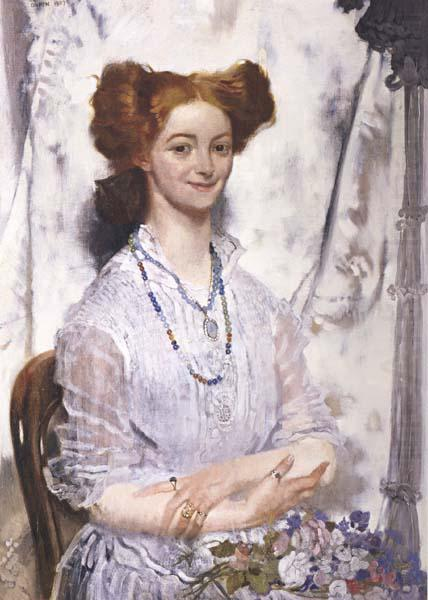
Вільям Орпен. «Портрет Грейс Джифорд», 1907 р.
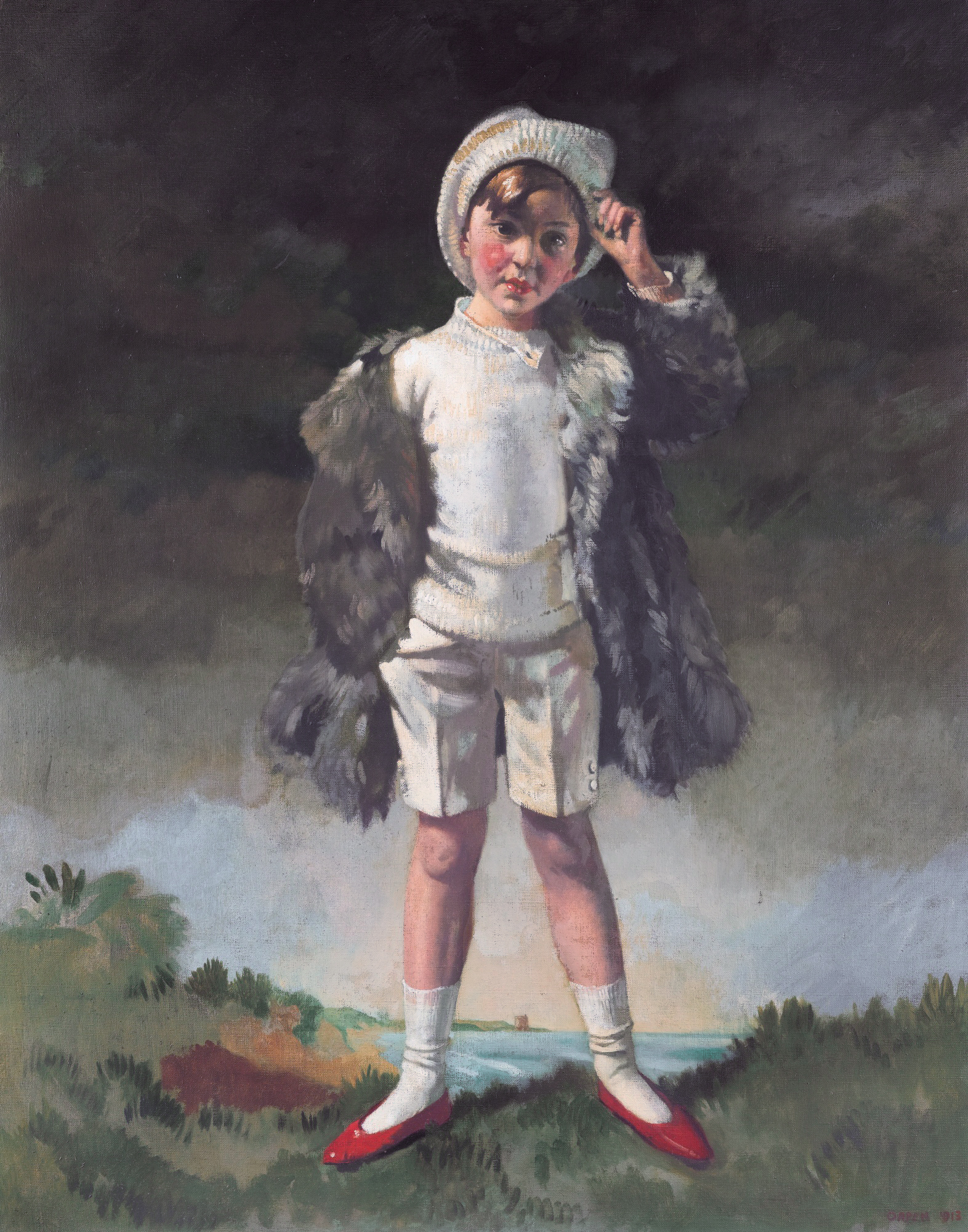
Вільям Орпен. « Син Олівера Сент Джон Гогерті», 1913 р.
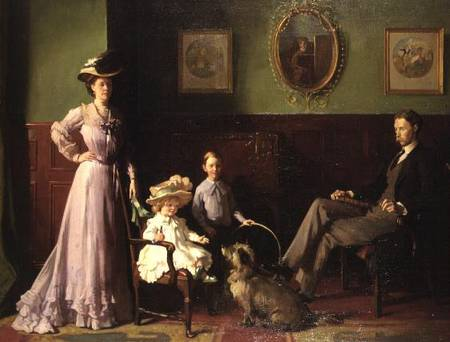
Вільям Орпен. «Родина Джорджа Сентона»
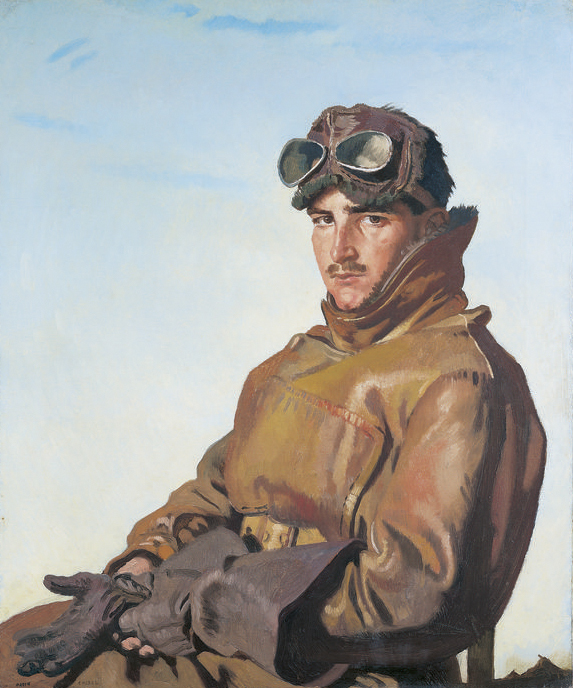
Вільям Орпен.  «Пілот підполковник Реджинальд Хойдж, ас з Канади», 1917 р. Імперський військовий музей, Лондон
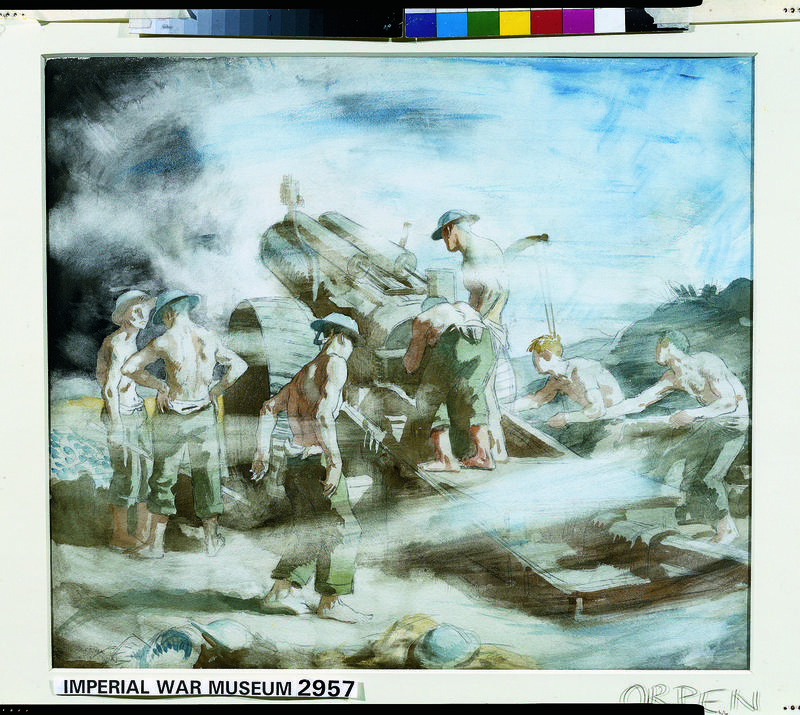
Вільям Орпен. «Постріл гаубиці», 1917 р.  Імперський військовий музей, Лондон
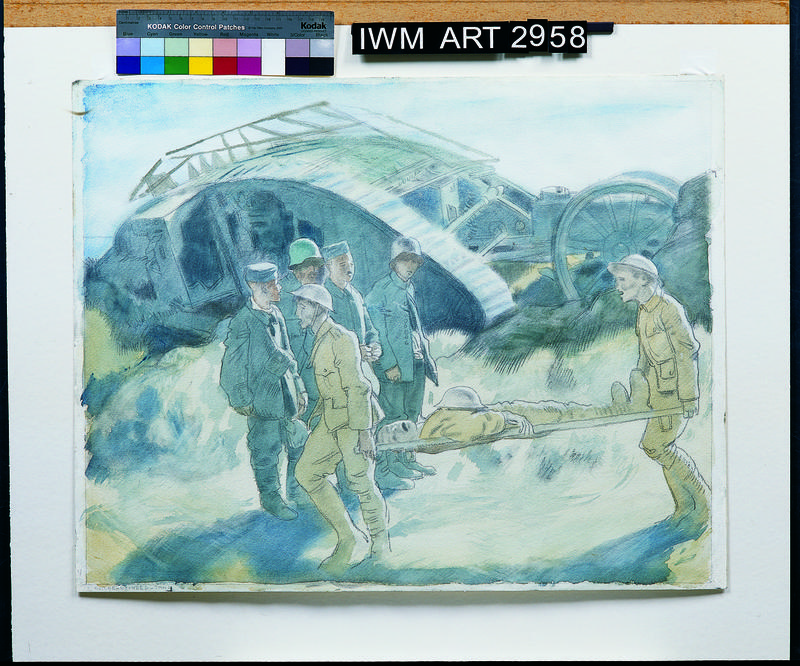
Вільям Орпен. «Евакуація пораненого», 1917 р., акварель,  Імперський військовий музей, Лондон
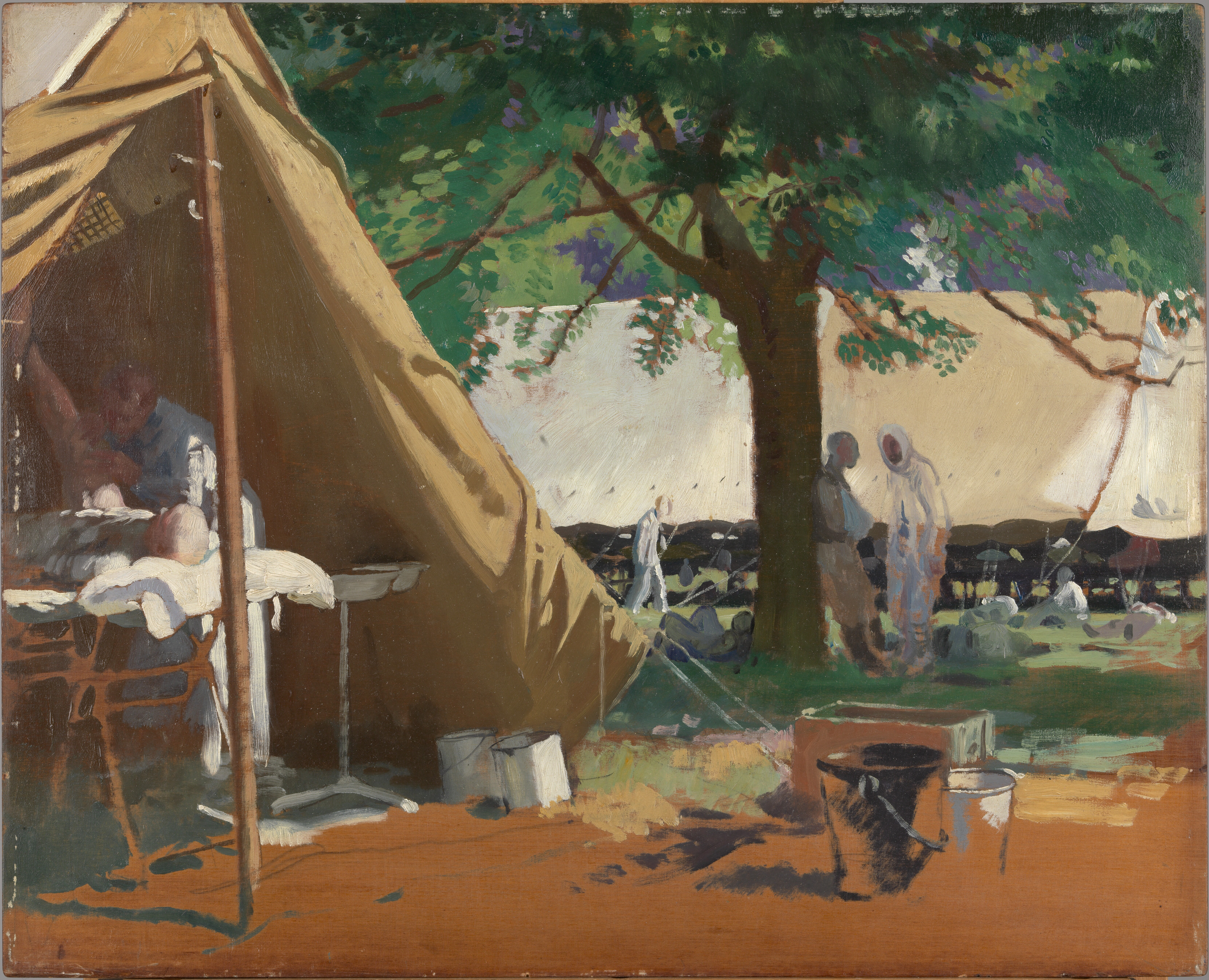
Вільям Орпен. «Канадський шпиталь для військовополонених німців», 1917 р.,
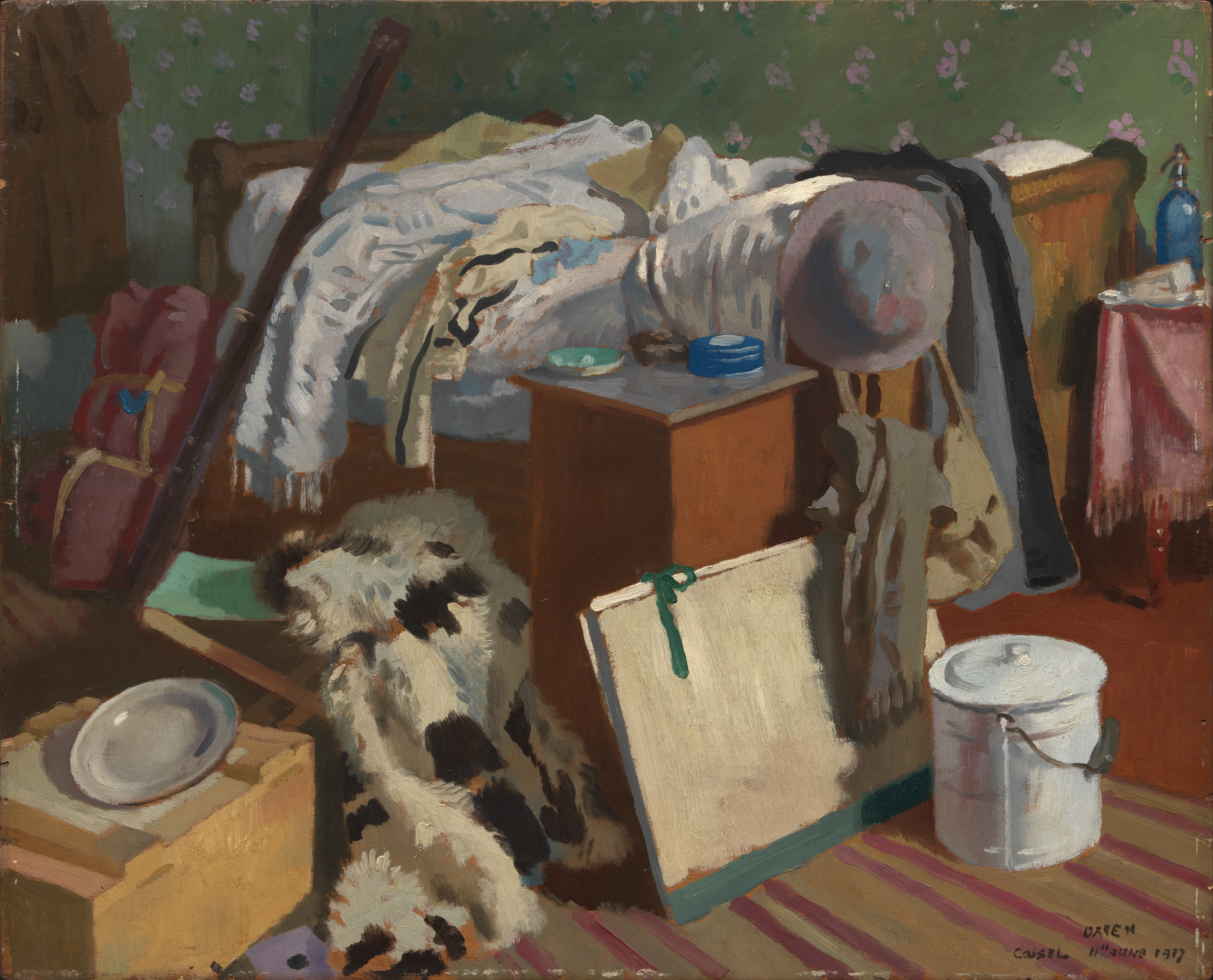
Вільям Орпен. «Моя військова майстерня», 1917 р.

### Малюнки

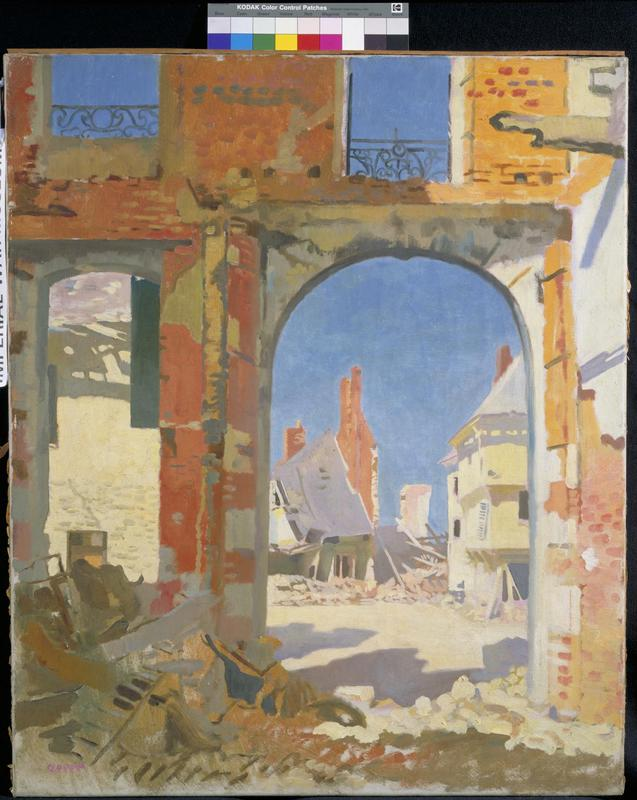
Вільям Орпен. «Колишній коледж для дівиць»
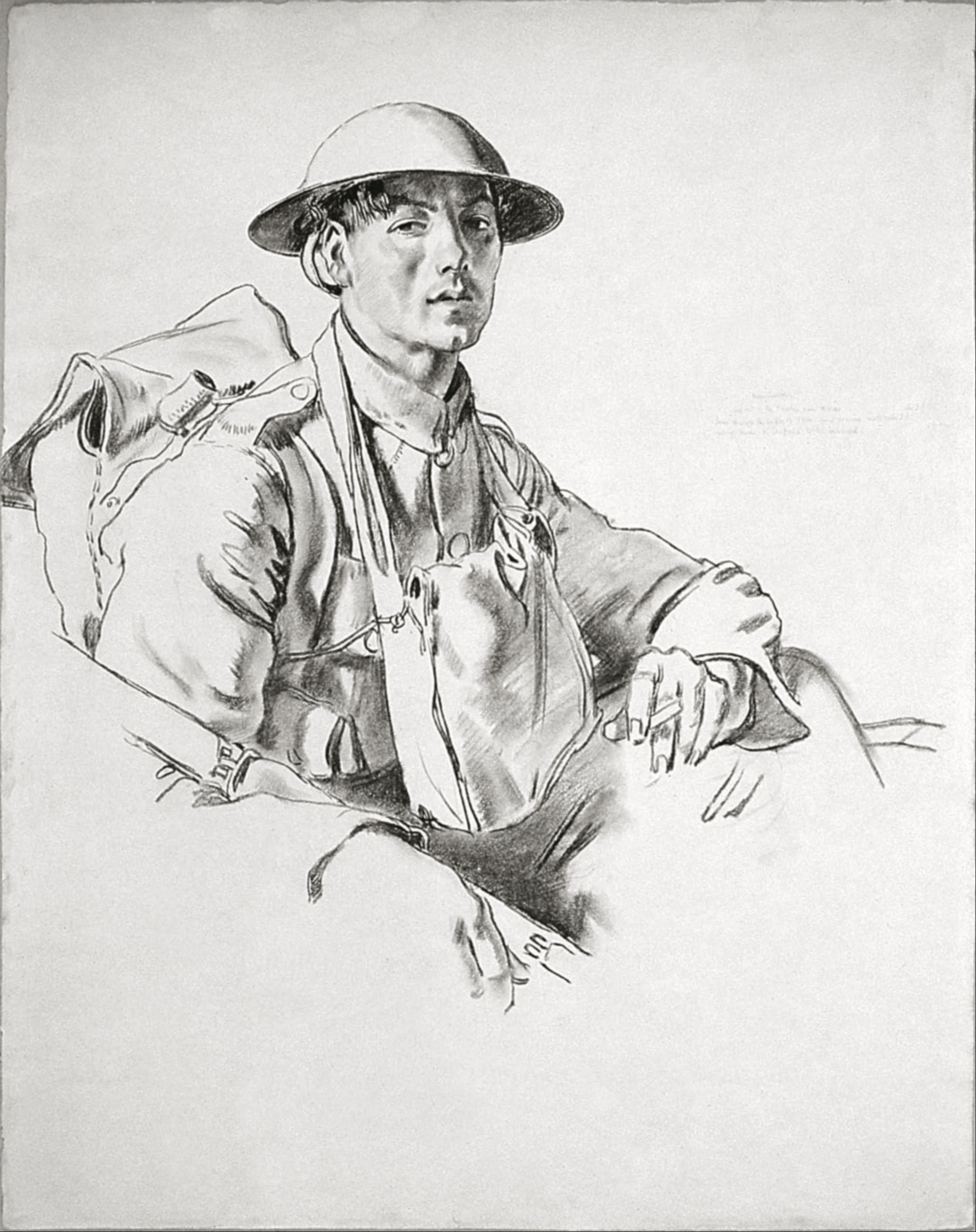
«З траншеї поблизу Арраса. В боях між Іпром та...», 1917 р.
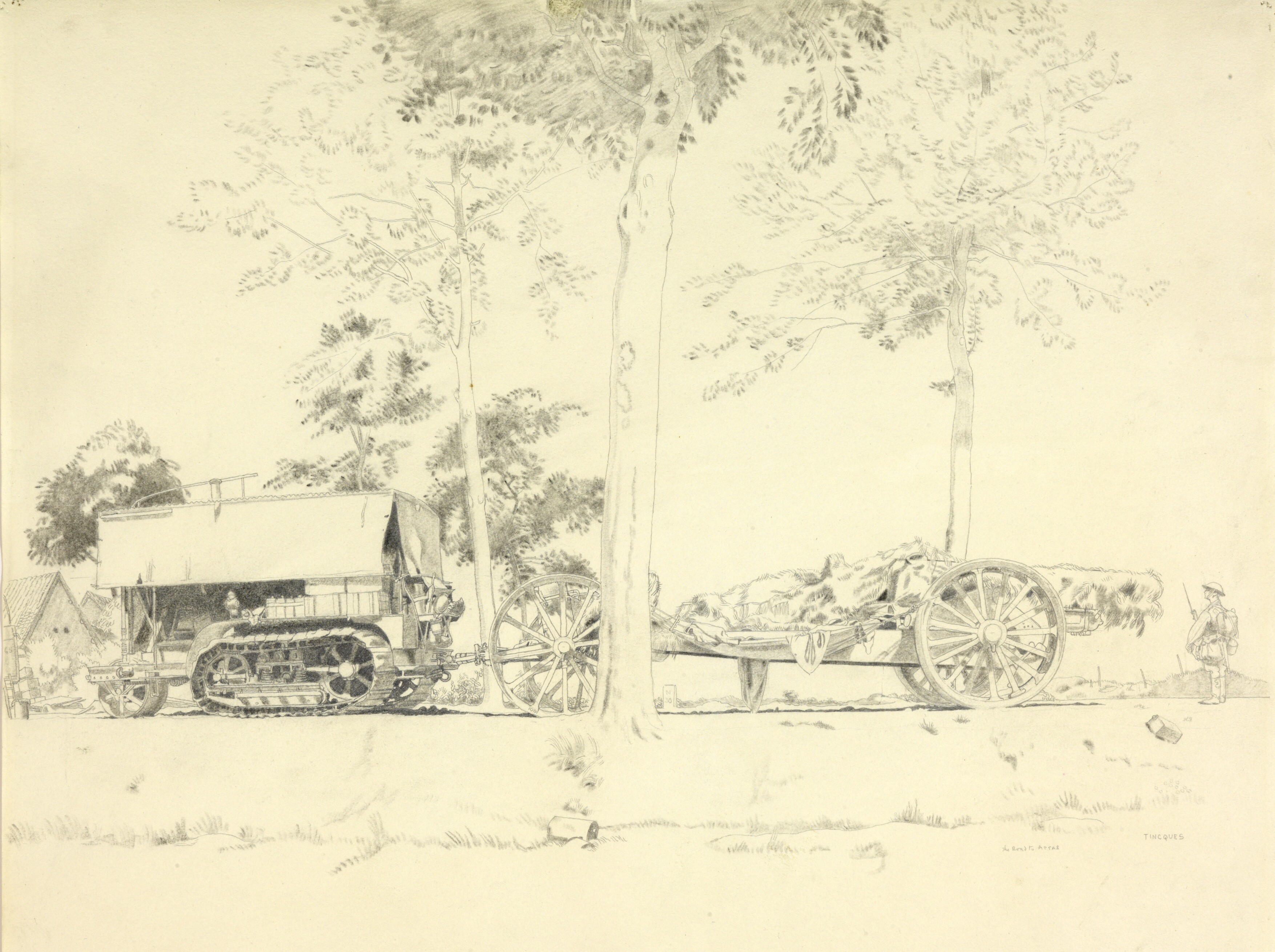
«Біля міста Арраса. Важка гармата»
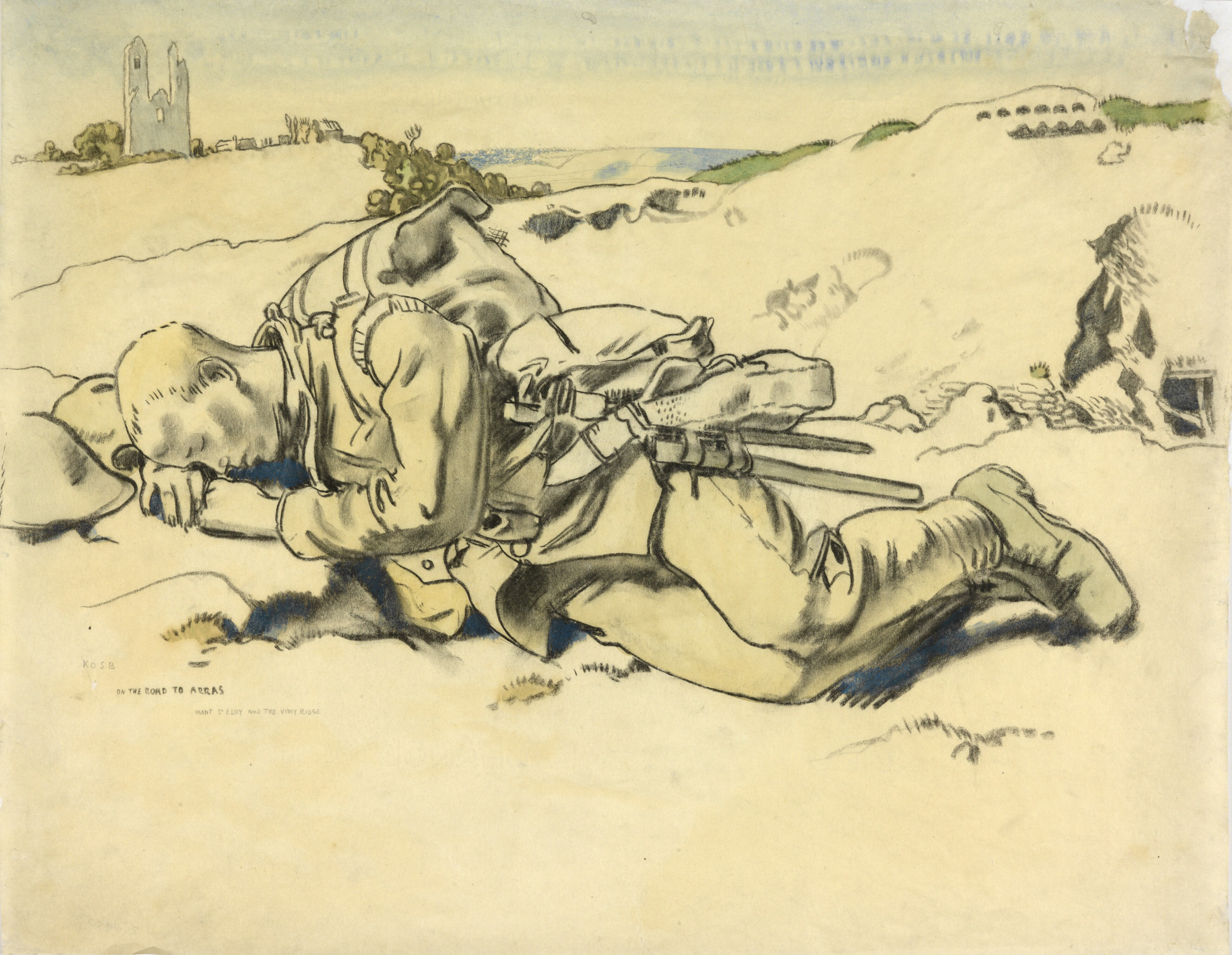
«Сон вояка (поблизу монастиря Сент Елой)»
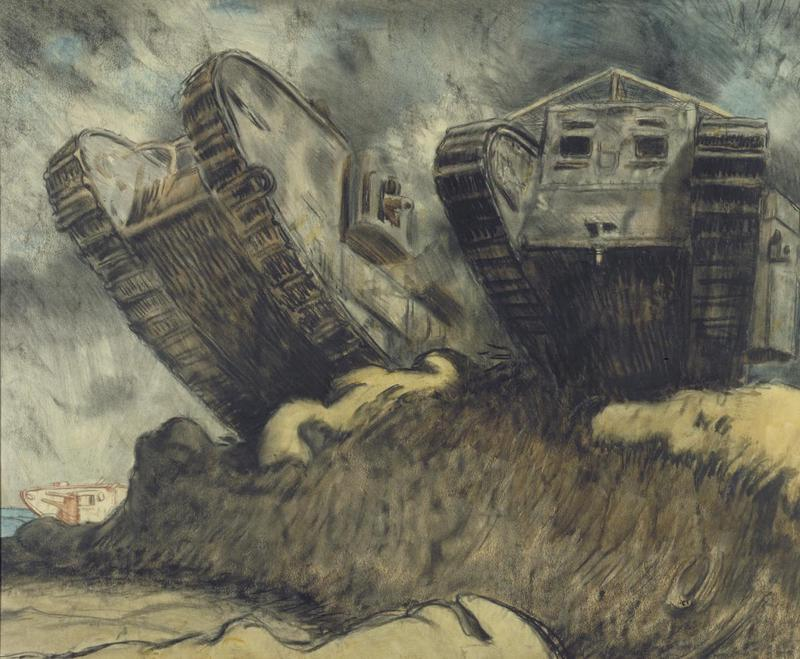
«Два британські танки на межі»

### Так звані портрети в кольорі хакі

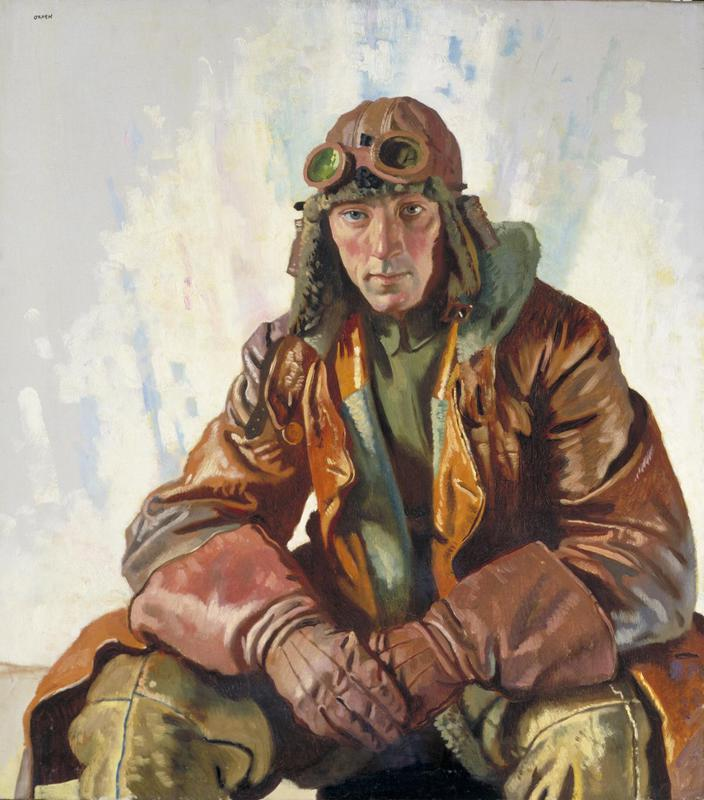
Вільям Орпен. «Пілот сержант В. Дж. Беннет», 1917 р. Імперський військовий музей
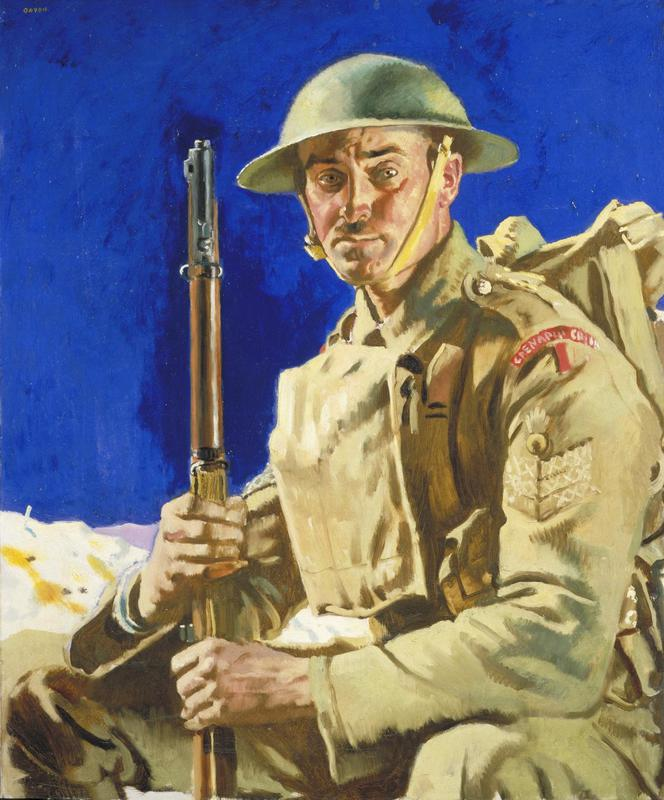
«Гренадер»
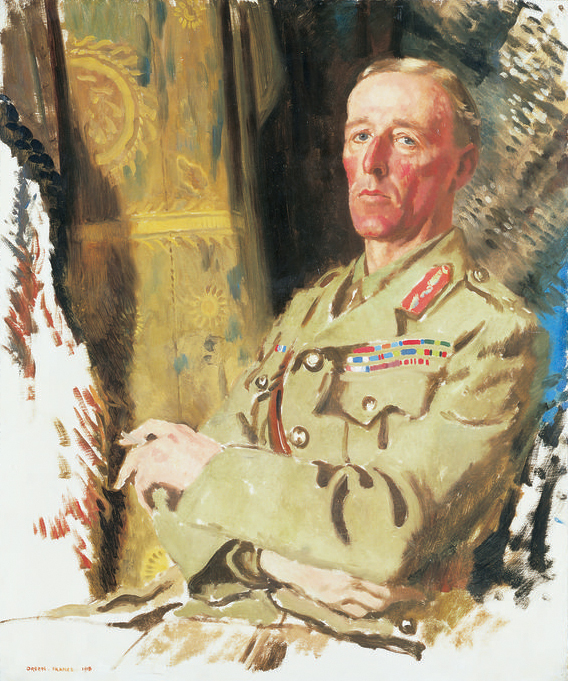
«Бригадний генерал Сили», март 1918 р.
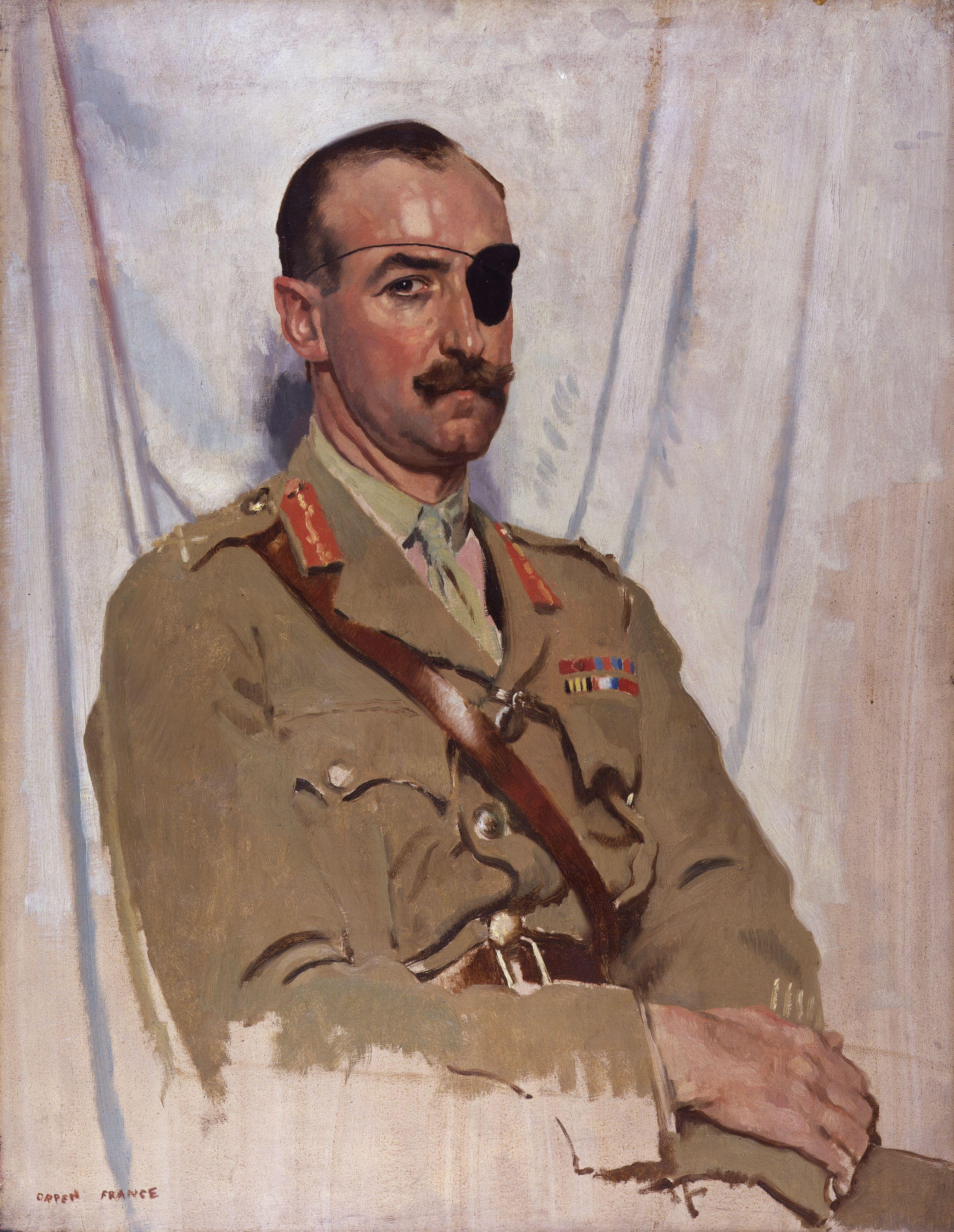
«Сір Адріан Кортон де Віар»
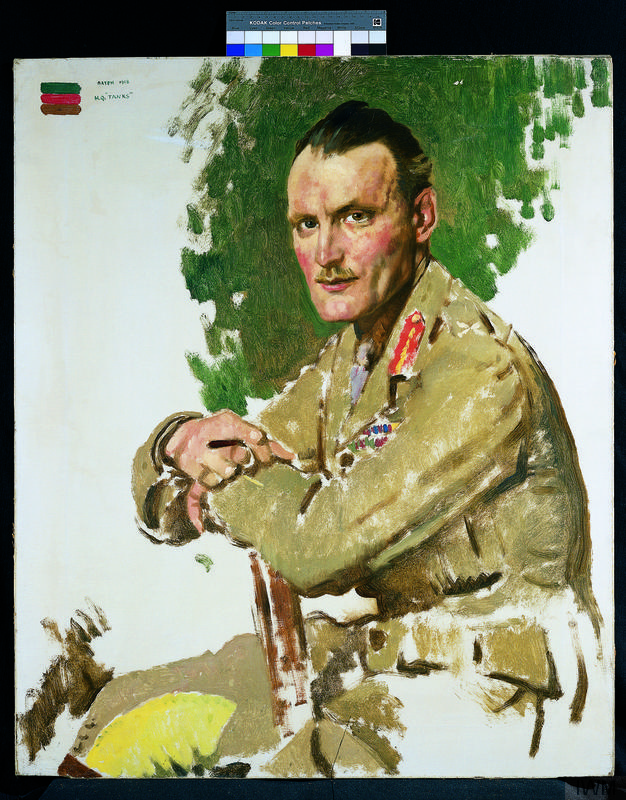
«Командир танкового корпусу Елліс»